# Trent Franks

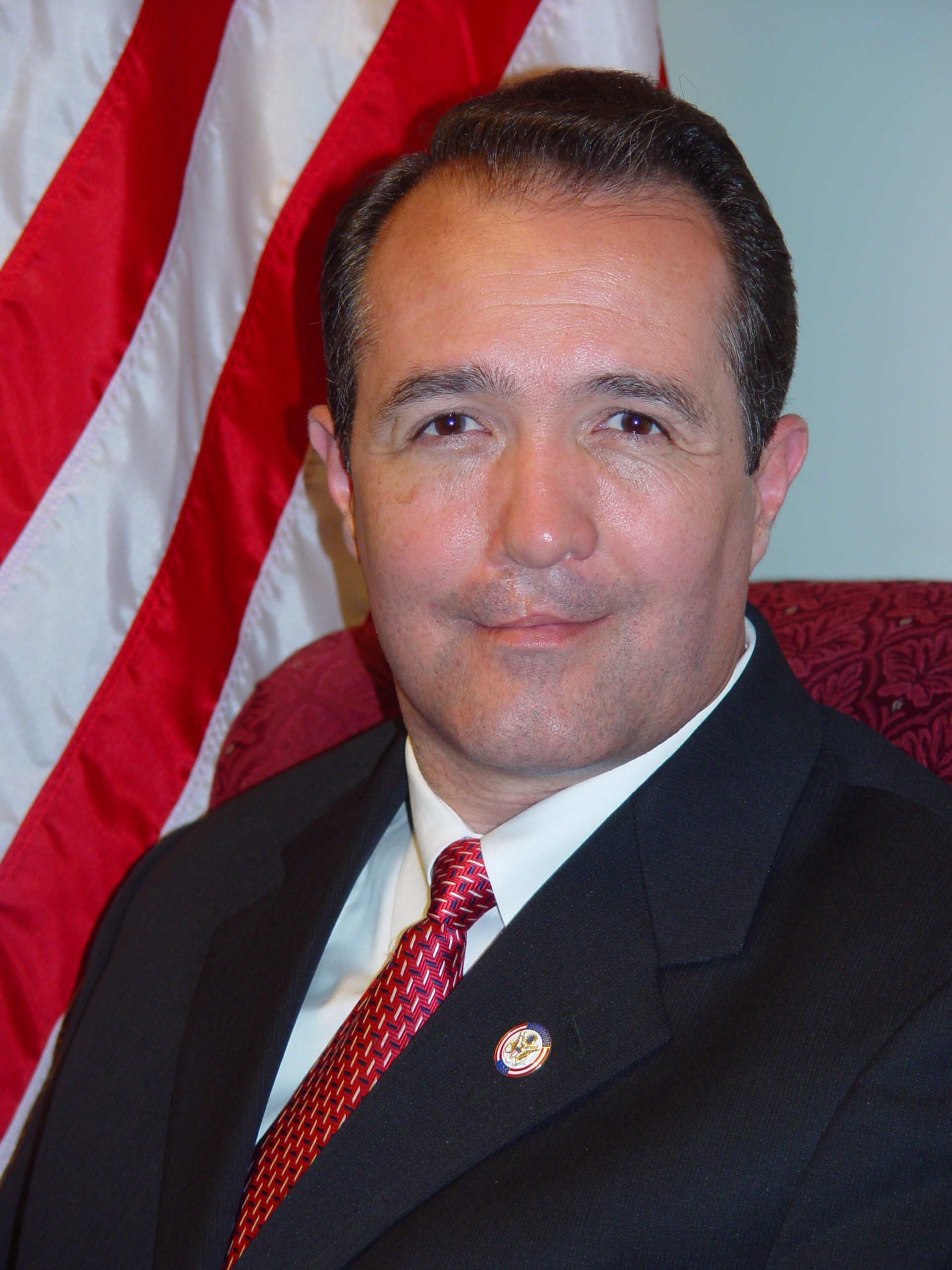
Trent Franks

Trent Franks (* 19. Juni 1957 in Uravan, Montrose County, Colorado) ist ein US-amerikanischer Politiker der Republikanischen Partei. Von 2003 bis 2013 vertrat er den zweiten Kongresswahlbezirk des Bundesstaats Arizona im US-Repräsentantenhaus. Von Januar 2013 bis Dezember 2017 repräsentierte er dort den achten Wahlbezirk Arizonas.

## Familie, Ausbildung und Beruf
Franks besuchte ein Jahr lang die Ottawa-University-Zweigstelle in Arizona. Danach arbeitete er für die Liberty Petroleum Corporation, deren Präsident er später wurde. Über vier Jahre lang war er Geschäftsführer des Arizona Family Research Institute, einer konservativen Denkfabrik zum Schutz der Kinder und Familien in Arizona.
Franks ist seit 1980 mit seiner Frau Josephine verheiratet.

## Politische Laufbahn
Von 1985 bis 1987 war Franks Abgeordneter im Repräsentantenhaus von Arizona. Dort war er Vizepräsident des Handelsausschusses. Die gleiche Position bekleidete er in einem Unterausschuss zum Schutz der Jugend und Familien. Im Jahr 1987 wurde er von Gouverneur Evan Mecham zum Jugendbeauftragten der Staatsregierung von Arizona ernannt. Im Jahr 1994 unterlag er in der Vorwahl seiner Partei, als er die Nominierung im vierten Kongresswahlbezirk Arizonas für ein Mandat im US-Repräsentantenhaus anstrebte.
Im Jahr 2002 wurde Frank für den neuformierten zweiten Kongresswahlbezirk mit 60 zu 37 Prozent der Wählerstimmen gegen Randy Camacho von der Demokratischen Partei in den US-Kongress gewählt. Zwei Jahre später verteidigte er bei der Wahl 2004 dieses Mandat wieder gegen Camacho, diesmal mit 59:38 Prozent der Stimmen.
Die Kongresswahlen 2006 und 2008 gewann er jeweils mit 59 Prozent der Stimmen gegen John Thrasher. Die Wahlen der Jahre 2010, 2012, 2014 und 2016 gewann er ebenfalls. Er war zeitweise Mitglied im Streitkräfteausschuss und im Rechtsausschuss sowie in insgesamt vier Unterausschüssen.
Am 7. Dezember 2017 gab Franks bekannt, Ende Januar 2018 wegen des Vorwurfs angeblicher sexueller Übergriffe auf weibliche Mitarbeiter sein Mandat im Repräsentantenhaus aufgeben zu wollen. Zuvor hatte der Ethikausschuss des Repräsentantenhauses beschlossen, seit Jahren bestehende Gerüchte darüber zu untersuchen. Am 8. Dezember räumte Franks in einer Mitteilung ein, zwei seiner Mitarbeiterinnen in Verlegenheit gebracht zu haben, weil er mit ihnen über eine Leihmutterschaft gesprochen habe, und trat mit sofortiger Wirkung zurück.
Es wird eine Nachwahl für diesen Sitz bis zum Ende der regulären Mandatszeit im Januar 2019 geben; der Wahlbezirk gilt als republikanisch geprägt. Donald Trump erhielt dort bei der Präsidentschaftswahl 2016 21 Prozentpunkte mehr als Hillary Clinton; Franks war 2016 mit 37 Punkten Vorsprung gewählt worden.
Bei den Wahlen 2024 bewarb er sich erneut in Arizonas 8. Kongresswahlkreis um einen Sitz im Repräsentantenhaus der Vereinigten Staaten. Trump sprach sich vor der Vorwahl für Trent Franks Konkurrenten Blake Masters und Abe Hamadeh aus. Hamadeh gewann die Vorwahl.

## Positionen
Franks hat 2010 ein bundesweites Verbot von Online-Pokerspielen befürwortet und Zweifel daran geäußert, dass eine globale Erwärmung der Erde stattfindet. Er hat sich gegen Schwangerschaftsabbruch eingesetzt (Pro-Life) und erklärte 2010, die Möglichkeit dazu habe mehr Menschenleben unter Afroamerikanern gekostet als die Sklaverei in den Vereinigten Staaten. Er nannte im Jahr 2009 US-Präsident Barack Obama als einen „Feind der Menschheit“, weil er der abtreibungsfreundlichste Präsident aller Zeiten sei. Vor der Präsidentschaftswahl 2008 hatte Franks im Sinne der verschwörungstheoretischen Birther-Bewegung angezweifelt, dass Obama in den Vereinigten Staaten geboren sei (Natural born citizen) und eine Klage auf Vorlage einer Geburtsurkunde erwogen, nach der Wahl aber darauf verzichtet.